# Jonathan Person
Jonathan Person (Helga Trefald, 10 febbraio 1993) è un cestista svedese.

## Palmarès
- Campionato svedese: 1

Södertälje: 2018-19